# Stefano Albanese
Stefano Albanese (Palermo, 20 maggio 1944) è un ex cestista italiano.

## Carriera

### Nei club
Cresciuto nell'U.S. Palermo con cui esordisce in Serie B nel 1959-60, passa poi alla Stella Azzurra Roma. Esordisce in prima squadra nel 1962-63 e rimane con i romani fino al 1968-69, con una parentesi con le Forze Armate Vigna di Valle nel 1966-67. Chiude la sua esperienza nella massima serie con il Brill Cagliari nel 1969-70.
Dal 1970-71 al 1976-77 gioca alla Pallacanestro Vigevano in Serie B. Chiude con un anno in Serie C con la Pallacanestro Pavia e una stagione in Serie D con la Marco Pegoraro Vigevano.

### In Nazionale
Ha esordito nella nazionale di pallacanestro italiana il 4 ottobre 1963, in occasione della partita Italia-Ungheria 74-71 d.t.s. valida per gli Europei. Il commissario tecnico Nello Paratore lo impiegò nelle altre otto partite degli europei, nelle quali l'ala segnò sei punti. L'Italia concluse al dodicesimo posto, dopo aver perso anche contro la Romania.
Ha disputato 9 gare con la Nazionale maggiore, 7 nelle Nazionali giovanili e 20 con la militare.